# Julio Saldaña
Julio César Saldaña (Arrecifes, 14 novembre 1967) è un ex calciatore argentino, di ruolo centrocampista o difensore.

## Palmarès

### Club

#### Competizioni nazionali
- Campionato argentino: 2

Newell's Old Boys: 1990-1991, Clausura 1992

### Nazionale
- Coppa Artemio Franchi: 1

1993

### Individuale
- Equipo Ideal de América: 1

1992